# Пероксид лития
Пероксид лития — соединение щелочного металла лития и кислорода. Химическая формула Li2O2.

## Получение
Пероксид лития получают взаимодействием перекиси водорода и гидроокиси лития в этаноле:
{\displaystyle {\mathsf {2LiOH+H_{2}O+2H_{2}O_{2}\ \xrightarrow {\tau ^{o}C} \ Li_{2}O_{2}\cdot H_{2}O_{2}\cdot 3H_{2}O\downarrow }}}
Для получения безводного продукта, кристаллогидрат необходимо долго сушить в вакууме над P2O5.

## Физические свойства
Пероксид лития представляет собой мелкие белые кристаллы, тетрагональной сингонии, параметры ячейки a = 0,548 нм, c = 0,774 нм, Z = 8.

## Химические свойства
При нагревании пероксид лития не плавясь разлагается:
{\displaystyle {\mathsf {2Li_{2}O_{2}\ {\xrightarrow {198^{o}C}}\ 2Li_{2}O+O_{2}}}}
Взаимодействует с водой (по-разному при разных температурах):
{\displaystyle {\mathsf {Li_{2}O_{2}+2H_{2}O\ {\xrightarrow {low\ \tau ^{o}C}}\ 2LiOH+H_{2}O_{2}}}}
{\displaystyle {\mathsf {2Li_{2}O_{2}+2H_{2}O\ {\xrightarrow {\tau ^{o}C}}\ 4LiOH+O_{2}\uparrow }}}
Реакция с кислотой тоже зависит от температуры:
{\displaystyle {\mathsf {Li_{2}O_{2}+2HCl\ {\xrightarrow {low\ \tau ^{o}C}}\ 2LiCl+H_{2}O_{2}}}}
{\displaystyle {\mathsf {2Li_{2}O_{2}+2H_{2}SO_{4}\ {\xrightarrow {\tau ^{o}C}}\ 2Li_{2}SO_{4}+2H_{2}O+O_{2}\uparrow }}}
Поглощает углекислоту из воздуха:
{\displaystyle {\mathsf {2Li_{2}O_{2}+2CO_{2}\ {\xrightarrow {\ \ }}\ 2Li_{2}CO_{3}+O_{2}\uparrow }}}
С угарным газом при нагревании образует карбонат:
{\displaystyle {\mathsf {Li_{2}O_{2}+CO\ \xrightarrow {40-70^{o}C} \ Li_{2}CO_{3}}}}

## Применение
Пероксид лития служит добавкой к стеклам, глазурям и эмалям для повышения их термостойкости, уменьшения вязкости расплавов и коэффициента термического расширения, а также в поглотителях углекислоты, используемых в космических кораблях.

## Биологическая роль
Пероксид лития Li2O2 (перекись лития) по степени воздействия на человеческий организм относится к 3-му классу опасности (умеренно-опасные). В больших количествах опасен для окружающей среды.